# Sponheimer Weg

Wegzeichen Sponheimer Weg

Der 105 Kilometer lange historische Themen-Wanderweg Sponheimer Weg verläuft durch das Naheland und den Hunsrück und durchquert dort den Naturpark Soonwald-Nahe. Auf einer Reise vom Bad Kreuznacher Bahnhof über den Hunsrück bis nach Traben-Trarbach folgt er den Spuren untergegangener mittelalterlicher Adelsfamilien der Region.
Der Weg ist durch ein weißes „S“ auf grünem Grund gekennzeichnet.

## Streckenverlauf
| Etappe                       | Entfernung |
| ---------------------------- | ---------- |
| Bad Kreuznach bis Bockenau   | 21 km      |
| Bockenau bis Gemünden        | 21 km      |
| Gemünden bis Sohren          | 22 km      |
| Sohren bis Irmenach          | 20 km      |
| Irmenach bis Traben-Trarbach | 21 km      |

## Wanderkarten
- Wanderkarte 1:50.000 Naturpark Soonwald-Nahe
- Wanderkarte 1:50.000 Die Mosel von Bernkastel-Kues bis Koblenz